# Canute
Canute és un poble dels Estats Units a l'estat d'Oklahoma. Segons el cens del 2000 tenia 524 habitants.

## Demografia
Segons el cens del 2000, Canute tenia 524 habitants, 214 habitatges, i 145 famílies. La densitat de població era de 331,7 habitants per km².
Dels 214 habitatges en un 29,4% hi vivien nens de menys de 18 anys, en un 54,7% hi vivien parelles casades, en un 9,3% dones solteres, i en un 31,8% no eren unitats familiars. En el 28% dels habitatges hi vivien persones soles el 14,5% de les quals corresponia a persones de 65 anys o més que vivien soles. El nombre mitjà de persones vivint en cada habitatge era de 2,45 i el nombre mitjà de persones que vivien en cada família era de 3,01.
Per edats la població es repartia de la següent manera: un 24,2% tenia menys de 18 anys, un 12,2% entre 18 i 24, un 25,4% entre 25 i 44, un 21% de 45 a 60 i un 17,2% 65 anys o més.
L'edat mediana era de 38 anys. Per cada 100 dones de 18 o més anys hi havia 90 homes.
La renda mediana per habitatge era de 32.321 $ i la renda mediana per família de 38.036 $. Els homes tenien una renda mediana de 26.406 $ mentre que les dones 15.500 $. La renda per capita de la població era de 20.283 $. Entorn del 13,7% de les famílies i el 15,6% de la població estaven per davall del llindar de pobresa.

## Poblacions més properes
El següent diagrama mostra les poblacions més properes.